# Козьлиця
Козьлиця (пол. Koźlica) — село в Польщі, у гміні Іґоломія-Вавженьчиці Краківського повіту Малопольського воєводства.
Населення — 193 особи (2011).
У 1975-1998 роках село належало до Краківського воєводства.

## Демографія
Демографічна структура станом на 31 березня 2011 року:
|          | Загалом | Допрацездатний вік | Працездатний вік | Постпрацездатний вік |
| -------- | ------- | ------------------ | ---------------- | -------------------- |
| Чоловіки | 100     | 20                 | 74               | 6                    |
| Жінки    | 93      | 19                 | 53               | 21                   |
| Разом    | 193     | 39                 | 127              | 27                   |